# 카를 코르슈

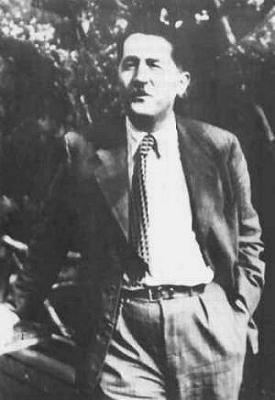

카를 코르슈(독일어: Karl Korsch [kɔɐ̯ʃ][*]: 1886년 8월 15일 - 1961년 10월 21일)는 독일의 마르크스주의 이론가, 정치철학자다. 루카치 죄르지와 함께 1920년대 서구마르크스주의의 태동에 중요한 역할을 한 것으로 평가받는다.